# Hartland, Pierce County, Wisconsin
Hartland är en kommun (town) i Pierce County i delstaten Wisconsin, USA.